# Alejandro Méndez
Alejandro Joaquín Méndez Podadera (Granada, España, 15 de noviembre de 1979) es un músico del grupo de indie pop Lori Meyers. 
Alejandro es co-vocalista y guitarrista desde el inicio del grupo Lori Meyers en 1998 hasta la actualidad. Alejandro ha sido también la primera voz de algunas de las canciones de la extensa discografía de la banda. Él mismo canta las canciones "Explícame", "Un mundo por delante", "Saudade" y "Océanos" entre otras. Alejandro es un gran aficionado a la bossa nova[cita requerida].

## Discografía
- Viaje de estudios (Houston Party Records, 2004)
- Hostal Pimodán (Houston Party Records, 2005
- Cronolánea (Universal Music, 2008)
- Cuando el destino nos alcance (Universal Music, 2009)
- Impronta (Universal Music, 2013)
- En la Espiral (Universal Music, 2017)
- Espacios Infinitos (Universal Music, 2021)